# سكالا (إيطاليا)
سكالا، (بالإنجليزية: Scala)‏، هي بلدة و(بلدية) في مقاطعة ساليرنو، في منطقة كامبانيا، بجنوب غرب إيطاليا. وهي تقع على تلة صخرية ج. 400 متر فوق مستوى سطح البحر وجزء من ساحل أمالفي.

## السكان
في سنة 1861 بلغ عدد السكان 1٬300 نسمة، وتطور العدد ليصل في سنة 2011 لـ 1٬518 نسمة.
يظهر هذا المخطط البياني تطور النمو السكاني لـ سكالا (إيطاليا)